# Gold and Glitter
Gold and Glitter er en amerikansk stumfilm fra 1912.

## Medvirkende
- Elmer Booth
- Grace Lewis
- Lionel Barrymore
- Lillian Gish
- William J. Butler